# Bernhard von Gothien
Bernhard von Gothien († nach 878) war ein westfränkischer Adliger, dem von den Karolingern die Herrschaft über Gothien bzw. Septimanien gegeben worden war. Als Graf von Barcelona, Girona und Rosselló wird er auch als Bernhard II. (im Unterschied zu seinem Vorgänger Bernhard von Septimanien; † 844) bezeichnet.

## Herkunft
Über seine Herkunft besteht erhebliche Verwirrung, nicht zuletzt aufgrund seines Namens, der zu dieser Zeit in der Führungsspitze des Frankenreichs häufiger auftritt:
1. Nach Dümmler (siehe unten) war er ein Bruder von Emenon von Poitiers und wie dieser ein Sohn der Bilechild, der Tochter des Grafen Rorgon I. von Maine und Schwester des Rorgoniden Gauzlin († 886).
2. Bei Karl Ferdinand Werner (siehe unten) handelt es sich bei Bilechilds Ehemann um Bernhard von Poitiers (X 844), Graf der Bretonischen Mark[1]
3. Schwennicke (siehe unten und Wilhelmiden) wiederum sieht ihn als Enkel von Adalelmus, Bruder des Wilhelm von Aquitanien, macht aber keine Angaben zu seinen Eltern.
4. Bernhard von Gothien ist nicht zu verwechseln mit Bernard Plantevelue († 885/86), Graf von Autun und Auvergne, dem Sohn des Markgrafen Bernhard von Septimanien (844 zuletzt bezeugt), der wiederum ein Sohn Wilhelms von Gellones war.

## Leben
Nachdem Ranulf I., Graf von Poitou 866 in der Schlacht von Brissarthe gefallen war, verdrängte Bernhard von Gothien 868 dessen Erben Ranulf II. aus der Grafschaft, der nun mit seinen Brüdern Gauzbert und Ebalus nach Aquitanien an den Hof Ludwigs II. des Stammlers floh. Im Jahr 872 stellte König Karl der Kahle seinen Sohn Ludwig den Stammler als König von Aquitanien unter die Aufsicht von Bernard Plantevelue, Graf von Autun, Boso von Vienne – und Bernhard von Gothien.
Als Ludwig der Stammler 877 die Nachfolge seines Vaters als König des Westfrankenreichs antrat und sein Unterkönigtum in Aquitanien damit hinfällig wurde, im Frühsommer 878 dann gegen die Normannen an der unteren Loire sowie gegen die Rorgoniden ins Feld zog, nutzte Bernhard von Gothien die Lage aus, um sich – auch als enger Verwandter der Rorgoniden – gegen ihn zu erheben.
Im Herbst 878 ließ Ludwig auf der Versammlung in Troyes, auf der er am 7. September 878 zum westfränkischen König gekrönt wurde, Bernhard von Gothien verurteilen, wodurch auch Ranulf II. die Herrschaft im Poitou wieder antreten konnte. Nach seiner Verurteilung verschwindet Bernhard aus den Annalen.